# (466896) 2015 DY156
(466896) 2015 DY156 es un asteroide perteneciente al cinturón de asteroides, descubierto el 23 de enero de 2006 por el equipo Spacewatch desde el Observatorio Nacional de Kitt Peak (Arizona, Estados Unidos).